# Tønnesen Glacier
Tønnesen Glacier är en glaciär i Antarktis. Den ligger i Östantarktis. Norge gör anspråk på området. Tønnesen Glacier ligger 1 677 meter över havet.
Terrängen runt Tønnesen Glacier är kuperad åt sydväst, men åt nordost är den platt. Trakten är obefolkad. Det finns inga samhällen i närheten.